# خالد ملك
خالد توفيق عبد الخالق ملك دبلوماسي فلسطيني وُلد عام 1940. كان سفيرًا لدولة فلسطين لدى الإمارات العربية المتحدة بين عامي 1989 و2005.